# オーステンデ包囲戦
オーステンデ包囲戦（オーステンデほういせん、英語：Siege of Ostend、オランダ語：Beleg van Oostende）は、八十年戦争中に行われた包囲戦の一つ。1601年から1604年まで続き、近世ヨーロッパ史上最長の包囲戦となった。

## 概要
オーステンデは沿岸砂丘と海に囲まれた都市であり、難攻不落であったため、南部ネーデルランドにありながらスペイン軍の攻勢にさらされることなく、ネーデルランド連邦共和国の拠点として機能していた。そのためスペイン軍はオーステンデに備えるための兵力を準備しておくことを強いられ、そのための多大な費用を支払い続けていた。
1601年、ネーデルラント総督アルブレヒト・フォン・エスターライヒ大公は、オーステンデ攻略を決意し、6月5日に12000の兵士でオーステンデ包囲を開始した。

## 包囲戦

### 1601年～1603年夏
スペイン軍はオーステンデ南西部の砂丘に攻城重砲を備え付け、旧港越しに北西沿岸の防御施設へと砲撃を行った。これらの防御施設が位置している砂丘は、満潮時にも水没しないため、占拠することができれば都市内への効果的な砲撃が可能であると同時に、海上補給路の一つである旧港を封鎖することもできた。

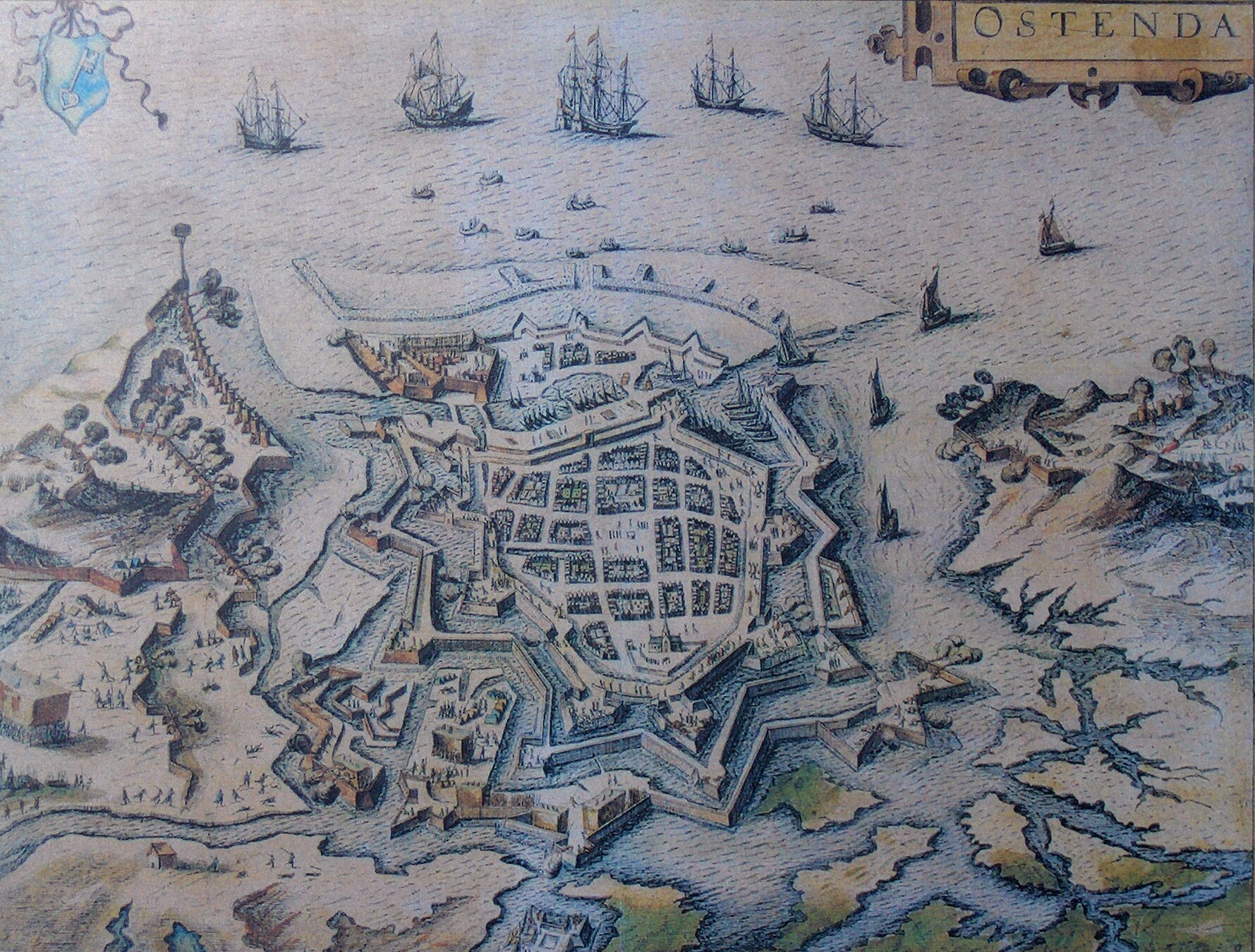
包囲下のオーステンデを南東から俯瞰した図。左上部にスペイン軍攻城重砲陣地が見える。

スペイン軍は1602年1月7日夜に、北西沿岸へと夜襲をかけたが失敗し、少なくとも2000名の損害を出した。この夜襲の失敗以後、スペイン軍が強襲を試みることはなかったが、南西部に高台を築き、高所からの継続的な砲撃を行った。
またイタリア人技術者ポンペオ・タルゴーネが開発した新兵器群による攻撃が南西部や東部から行われたが、一つとして効果を上げることはなかった。

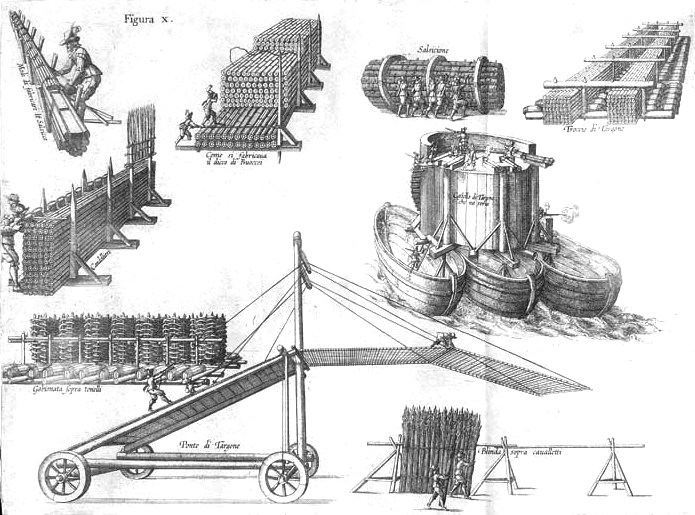
Pompeo Targoneが開発した新兵器群

一方、守備隊側は新港を通して継続的に補給と増援を受け取ることができ、また補給部隊に随伴して市民の見物人（女性も含む）が訪れ包囲戦を見物することもあった。
こうした膠着状態は、アンブロジオ・スピノラが到着する1603年夏まで続くことになる。

### 1603年秋～降伏
スピノラは1603年9月29日に包囲軍の指揮権委譲と財政負担、1年以内のオーステンデ攻略を約束した傭兵契約を結び、オーステンデ包囲戦の指揮を執ることとなる。スピノラは軍事的経験をほとんど持たないにもかかわらず、書物から得た知識と強大な財力を活かして包囲戦を進展させ、兵士たちからの信頼を勝ち取った。スピノラは北西沿岸への渡渉を試み、1604年4月に北西沿岸を制圧すると、夏には都市の外壁を攻略、守備隊を都市内部の要塞へと追い込んだ。
守備隊は死体すら用いて内部要塞を補強するなど必死の抵抗を見せるが、頼みとなっていた海からの増援は季節外れの嵐によって阻まれ、さらに8月22日には嵐と高潮で要塞の補強部が押し流されるなどの被害を受ける。
こうして窮地に追い込まれた守備隊はついに降伏を決断、隊長のダニエル・デ・ヘルタイングとスピノラは交渉を開始し、1604年9月20日、3000人の守備隊はオーステンデを退去した。